# Zemplínska Nová Ves
Zemplínska Nová Ves es un municipio del distrito de Trebišov en la región de Košice, Eslovaquia, con una población estimada a final del año 2024 de 926 habitantes.
Se encuentra ubicado al este de la región, en la cuenca hidrográfica del río Ondava (afluente del río Bodrog que, a su vez, lo es del Tisza), y cerca de la frontera con la región de Prešov y Hungría.

## Demografía
| Año        | 1994 | 2004    | 2014    | 2024    |
| ---------- | ---- | ------- | ------- | ------- |
| Población  | 883  | 954     | 900     | 926     |
| Diferencia |      | +8,04 % | −5,66 % | +2,88 % |

| Año        | 2023 | 2024    |
| ---------- | ---- | ------- |
| Población  | 922  | 926     |
| Diferencia |      | +0,43 % |